# Melina Merkouri
Melina Merkouri (in greco Μελίνα Μερκούρη?), pseudonimo di Maria Amalia Merkouri (in greco Μαρία Αμαλία Μερκούρη?; Atene, 18 ottobre 1920 – New York, 6 marzo 1994), è stata un'attrice, cantante e politica greca.
Come donna politica ricoprì la carica di Ministro della cultura nel governo democratico greco, e la sua attività artistica di attrice e cantante non fu mai disgiunta da quella di attivista politica. Nel 1971 pubblicò un'autobiografia dal titolo I Was Born Greek (Sono nata greca). Dopo la morte, avvenuta a New York in conseguenza di un tumore polmonare, la sua salma venne traslata ad Atene per essere onorata con un funerale di stato.

## Biografia
(Melina Merkouri)
Era la figlia dell'ufficiale e politico Stamatis Merkouris e di Irene Lappa, sorella di Pyrros Lappa, ammiraglio della Marina che prestò servizio sotto il re Paolo di Grecia.
Il nonno Spyridōn Merkourīs fu a lungo sindaco di Atene, suo padre fu membro del parlamento, mentre suo zio Georgios Merkouris fu il fondatore del Partito Nazionalsocialista Greco, ispirato ai nazisti tedeschi, e fu presidente della Banca di Grecia dal 1941 al 1944, durante l'occupazione della Grecia da parte delle forze dell'Asse. 
Era ancora adolescente quando il matrimonio dei suoi genitori finì, e lei andò a vivere con la madre.
Il suo debutto nel cinema avvenne nel 1955 con il film Stella, cortigiana del Pireo, sotto la direzione di Michael Cacoyannis (che diresse poi Zorba il greco), interpretazione che le valse la candidatura alla Palma d'oro al festival di Cannes. A Cannes Merkourī non conquistò l'ambito premio (lo vinse poi nel 1960) ma in compenso conobbe il regista Jules Dassin, che divenne l'uomo della sua vita. Non ebbe figli.

### L'attività di attrice
Attrice dotata di temperamento e di una personalità poco incline al divismo, si segnalò nel film in costume di produzione britannica La zingara rossa (1958) di Joseph Losey, cui seguì La legge (1958) di Jules Dassin. Raggiunse la notorietà internazionale con il film Mai di domenica, diretto dallo stesso Dassin e presentato in concorso al 13º Festival di Cannes, che le valse il premio per la migliore interpretazione femminile e una candidatura all'Oscar. Il successo cinematografico continuò con Il giudizio universale (1961) di Vittorio De Sica, Fedra (1962) e Topkapi (1964) di Jules Dassin, nonché Chicago Chicago (1969) di Norman Jewison. Da segnalare anche le sue partecipazioni ai film I vincitori (1963) di Carl Foreman, M 5 codice diamanti (1966) di Ronald Neame e Cliff Owen e Alle 10:30 di una sera d'estate (1966) di Jules Dassin. Nel 1975 affiancò Kirk Douglas in Una volta non basta di Guy Green. Si ritirò dal cinema nel 1978 con il film Kravgi gynaikon, accanto a Ellen Burstyn, che come la gran parte dei suoi lavori fu diretto dal marito Dassin.
Per il teatro, nel 1980 recitò nel ruolo di Alexandra del Lago, protagonista in una produzione greca del dramma La dolce ala della giovinezza di Tennessee Williams, la stessa parte interpretata anni prima a Broadway e al cinema da Geraldine Page, accanto alla quale l'attrice greca aveva recitato in Cattive abitudini (1977) di Michael Lindsay-Hogg. Nel 1987 la giuria del Premio Europa per il teatro le assegnò un premio speciale della presidenza con la motivazione: "Per la devozione e l'impegno di un'artista che al più alto livello unisce la propria esperienza teatrale alla fede politica e all'ideale della cultura europea". Fuori dell'ambiente artistico greco, negli anni sessanta e settanta venne talora "contrapposta" alla connazionale e di poco più giovane Irene Papas, con la quale, in realtà, non vi fu alcuna rivalità.

### L'attività di cantante
Come cantante, Melina Merkourī debuttò nel 1949 interpretando un brano di Manos Hadjidakis e Nikos Gatsos intitolato Hartino to Fengaraki e contenuto nella produzione greca di Un tram chiamato Desiderio di Tennessee Williams. Nel dramma l'attrice greca interpretava il ruolo principale di Blanche DuBois. Il brano venne registrato per la prima volta su disco dieci anni dopo, nel 1960, da Nana Mouskouri. Sempre negli anni 1960 Merkourī interpretò nuovamente la canzone per la televisione francese; una registrazione di quella interpretazione è stata pubblicata nel 2004.
Nel film Mai di domenica cantò la canzone Ta pedià tou Pireà (I ragazzi del Pireo), composta da Manos Hadjidakis, che divenne un successo internazionale. Nel periodo in cui il suo paese natale si trovava sotto la dittatura dei colonnelli, la Merkouri - cui era stata revocata la cittadinanza greca - visse in Francia. Durante la sua permanenza lì, incise sette dischi: quattro con testi in greco e tre con testi in francese. Tutti ebbero una notevole risonanza critica ed un successo di vendite, tanto che continuano ad essere rimasterizzati e commercializzati. Il suo originale timbro di voce unito alle indubbie qualità di interprete restituirono nuova linfa a classici del canto popolare greco poi ripresi da centinaia di cantanti in tutto il mondo.

### L'attività politica
Con il ritorno della democrazia in Grecia, Merkouri fece ritorno nel paese natale diventando membro del Parlamento fra le file del Movimento Socialista Panellenico (PASOK). 
Fu ministro della cultura dal 1981 al 1989 e poi dal 1993 al 1994. Come ministro propose la creazione delle capitali europee della cultura, un progetto, poi realizzatosi, tendente a rafforzare i legami culturali all'interno dell'Unione europea. La città di Atene fu la prima di queste capitali, nel 1985. 
Fu fra i fautori del restauro e del recupero, in un museo appositamente costituito, dei marmi del Partenone rimossi dall'Acropoli ateniese e diventati parte della collezione del British Museum di Londra.

### La morte
La Merkouri è morta all'età di 73 anni al Memorial Sloan Kettering Cancer Center di New York per un tumore polmonare. È stata sepolta quattro giorni dopo con un funerale di stato con gli onori del Primo Ministro nel Primo cimitero di Atene.

## Filmografia

### Attrice
- Stella, cortigiana del Pireo (Stella), regia di Michael Cacoyannis (1955)
- Colui che deve morire (Celui qui doit mourir), regia di Jules Dassin (1957)
- La zingara rossa (The Gypsy and the Gentleman), regia di Joseph Losey (1958)
- La legge (La Loi), regia di Jules Dassin (1958)
- Mai di domenica (Pote tin Kyriaki), regia di Jules Dassin (1960)
- I celebri amori di Enrico IV (Vive Henri IV... vive l'amour!), regia di Claude Autant-Lara (1961)
- Il giudizio universale, regia di Vittorio De Sica (1961)
- Fedra (Phaedra), regia di Jules Dassin (1962)
- I vincitori (The Victors), regia di Carl Foreman (1963)
- Topkapi, regia di Jules Dassin (1964)
- Amori di una calda estate (Los pianos mecánicos), regia di Juan Antonio Bardem (1965)
- M 5 codice diamanti (A Man Could Get Killed), regia di Ronald Neame, Cliff Owen (1966)
- Alle 10:30 di una sera d'estate (10:30 P.M. Summer), regia di Jules Dassin (1966)
- Chicago Chicago (Gaily, Gaily), regia di Norman Jewison (1969)
- Promessa all'alba (Promise at Dawn), regia di Jules Dassin (1970)
- I dokimi, regia di Jules Dassin (1974)
- Una volta non basta (Once Is Not Enough), regia di Guy Green (1975)
- Cattive abitudini (Nasty Habits), regia di Michael Lindsay-Hogg (1977)
- Kravgi gynaikon, regia di Jules Dassin (1978)

### Doppiatrice
- Gynaikes stin exoria (1981) Cortometraggio

### Sceneggiatrice
- Lilly's Story (2002) - Da una sua idea

### Produttrice
- I dokimi, regia di Jules Dassin (1974)

## Discografia parziale

### Album
- 1967 - Illya Darling
- 1972 - Je suis grecque
- 1973 - L'œillet rouge
- 1973 - Si Melina... m'était contée

## Riconoscimenti
- Premio Oscar
  - 1961 – Candidatura alla migliore attrice protagonista per Mai di domenica

- Golden Globe
  - 1963 – Candidatura alla migliore attrice in un film drammatico per Fedra
  - 1965 – Candidatura alla migliore attrice in un film commedia o musicale per Topkapi
  - 1971 – Candidatura alla migliore attrice in un film drammatico per Promessa all'alba

- David di Donatello
  - 1965 – Targa d'oro per Topkapi

- Festival di Cannes
  - 1960 – Prix d'interprétation féminine per Mai di domenica

- Premio BAFTA
  - 1961 – Candidatura alla migliore attrice straniera per Mai di domenica
  - 1963 – Candidatura alla migliore attrice straniera per Fedra

- Premio Europa per il teatro
  - 1987 – Premio Speciale[2]

## Doppiatrici italiane
- Andreina Pagnani in Mai di domenica, Fedra, Topkapi
- Anna Miserocchi in M 5 codice diamanti, Alle 10:30 di una sera d'estate
- Lydia Simoneschi in La zingara rossa
- Gabriella Genta in La legge
- Lilla Brignone in Il giudizio universale